# Karin Wehn
Karin Wehn (* 1967 in Siegen) ist eine deutsche Medienwissenschaftlerin, Kuratorin und Journalistin.

## Leben
Wehn war als wissenschaftliche Mitarbeiterin u. a. an der Universität Halle-Wittenberg, an der Universität Leipzig und als Gastprofessorin an der Universität Halle-Wittenberg und der Universität der Künste Berlin tätig. 1999 erhielt Wehn das DRA-Stipendium zur Erforschung der Rundfunk- und Mediengeschichte der DDR. Im Jahr darauf promovierte sie mit einer Arbeit über die Geschichte des Fernsehkrimis in Ost und West an der Universität Halle-Wittenberg.
2010 wurde sie Pressesprecherin am gameslab der Hochschule für Technik und Wirtschaft Berlin. Sie als Kuratorin, Beraterin, Moderatorin oder war Jury-Mitglied bei den Film- und Neue Medien-Festivals Dok Leipzig, Filmfest Dresden, Internationales Trickfilmfestival Stuttgart und Fantoche sowie das Kurzfilmfestival Interfilm in Berlin. Als freie Autorin schreibt sie unter anderem für das Netzkultur-Magazin Telepolis und Shortfilm.de.
2009 hatte sie eine Enzephalitis, aufgrund derer sie im Rollstuhl sitzt. Seit 2016 lebt sie in Kreuzberg.

## Publikationen (Auswahl)
- „Crime time“ im Wandel. Bonn: ARCult-Media, 2001. ISBN 3-930395-33-9